# In Tandem
In Tandem är ett studioalbum av Jill Johnson & Doug Seegers, utgivet 27 mars 2015. Albumet toppade den svenska albumlistan.

## Låtlista
1. We'll Sweet Out The Ashes In The Morning
2. Dancin'
3. Boulder to Birmingham
4. Do Right Woman
5. Precious Wedding Vow
6. Lord I'm Trying
7. So Sad to Watch Good Love Go Bad
8. Do I Ever Cross Your Mind
9. True Love Never Dies
10. Here We Go Again
11. Noise Without a Sound

## Listplaceringar
| Lista (2015) | Topplacering |
| ------------ | ------------ |
| Sverige      | 1            |

### Fotnoter
1. ↑  ”In Tandem”. Ginza musik. 28 februari 2015. Arkiverad från originalet den 22 december 2015. https://web.archive.org/web/20151222140902/http://www.ginza.se/product/johnson-jill-doug-seegers/in-tandem-2015/445761/. Läst 21 december 2015.
2. ↑  ”In Tandem”. Svensk mediedatabas. 28 februari 2015. http://smdb.kb.se/catalog/id/003575761. Läst 20 december 2015.
3. ↑  ”Topplistorna: Johnson & Seegers etta”. Svenska dagbladet. 2 april 2015. http://www.svd.se/topplistorna-johnson--seegers-etta. Läst 21 december 2015.
4. ↑  ”In Tandem”. Swedishcharts. 28 februari 2015. http://www.swedishcharts.com/showitem.asp?interpret=Jill+Johnson+%26+Doug+Seegers&titel=In+Tandem&cat=a. Läst 21 december 2015.